# احمد تمساح
احمد تمساح (عربی: أحمد تمساح؛ زادهٔ ۱۲ آوریل ۱۹۸۶) یک ورزشکار اهل مصر است.
از باشگاه‌هایی که در آن بازی کرده‌است می‌توان به تیم ملی فوتبال مصر اشاره کرد.
وی همچنین در تیم ملی فوتبال مصر بازی کرده است.